# Майдан Небесної Сотні
Майдан Небесної Сотні розташований в центрі міста Вінниці на перехресті вулиць Соборної та Театральної. Названий на честь загиблих під час протистоянь в Києві в лютому 2014 року — Небесної сотні.

## Історія
У період Єврореволюції саме на Театральній площі збирався вінницький Євромайдан. Тому 27 лютого 2014 року площа Театральна перейменована на площу Майдан Небесної Сотні.
23 лютого 2018 року відкрито «Дерево Свободи» — пам'ятник Небесній сотні.